# Regeringsraad-von Goedecke
De Regeringsraad onder leiding van Jhr. Friedrich Wilhelm von Goedecke regeerde van 17 mei 1831 tot 18 juni 1839 over het Groothertogdom Luxemburg. Tijdens Von Goedeckes bewind was het Franstalige deel van Luxemburg bezet door België. De Belgen erkenden het bestuur van Von Goedecke over het overige deel van Luxemburg (het huidige Groothertogdom Luxemburg) niet en stelden een tegenbestuurder aan.

## Samenstelling
| Persoon                                | ambt                            |
| -------------------------------------- | ------------------------------- |
| K.H. Willem I van Luxemburg            | groothertog                     |
| Jhr. Friedrich Wilhelm von Goedecke    | Voorzitter van de Regeringsraad |
| J.Th. Leclerc                          | Lid                             |
| Gaspard-Théodore-Ignace de la Fontaine | Lid                             |
| Charles-Antoine-Auguste d'Olimart      | Lid                             |
| André Claude de Virton                 | Lid                             |
| Antoine Pescatore(tot 1837)            | Lid                             |
| J. Maréchal                            | Lid                             |
| Michel Tock                            | Lid                             |
| Ph.Ch. München                         | Lid                             |
| Jean-Jacques Willmar                   | Lid                             |
| Des Madryl(tot 1838)                   | Lid                             |
| Jean-Baptiste Gellé                    | Lid                             |

## Bron
- Tatsachen aus der Geschichte des Luxemburger Landes, door: Dr. P.J. Muller (1968), blz. 220